# Attila (musikgrupp)
Attila är ett amerikanskt metalband från Atlanta, Georgia som bildades 2005. De har släppt fyra fullängdsalbum. Deras mest framgångsrika album Outlawed producerades av Joey Sturgis, släpptes den 16 augusti 2011 och debuterade som nummer 87 på Billboard 200. Attila har turnerat runt om i USA med band som Hed PE, Arsonists Get All the Girls, See You Next Tuesday, Oceano, Emmure, Hollywood Undead. Bandet har tidigare haft ett skivkontrakt med SharpTone Records, 2017 annonserade Fronz att de valt att lämna SharpTone Records för att lansera sitt eget skivbolag Stay Sick Recordings i samband med Artery.

## Bandmedlemmar
Nuvarande medlemmar
- Chris "Fronz" Fronzak – sång (2005– )
- Chris Linck – sologitarr (2008– )
- Kalan Blehm - basgitarr, bakgrundssång (2012– )
- Bryan Mcclure - trummor (2017-)

Tidigare medlemmar
- Sam Halcomb – basgitarr (2005–2008)
- Matt Booth – gitarr (2005–2007)
- Kris Wilson – gitarr (2005–2007)
- Nate Salameh – gitarr (2008–2014)
- Paul Ollinger – basgitarr (2008–2010)
- Chris Comrie – basgitarr, bakgrundssång (2010–2012)
- Sean Heenan – trummor, percussion (2005–2017)

## Diskografi
Studioalbum
| År   | Titel                 | Skivbolag            | Listplacering | Listplacering | Listplacering | Listplacering | Listplacering |
| År   | Titel                 | Skivbolag            | US Top 200    | US Indie      | US Hard Rock  | US Rock       | US Heat       |
| ---- | --------------------- | -------------------- | ------------- | ------------- | ------------- | ------------- | ------------- |
| 2007 | Fallacy               | Statik Factory       | -             | -             | -             | -             | -             |
| 2008 | Soundtrack to a Party | Statik Factory       | -             | -             | -             | -             | -             |
| 2010 | Rage                  | Artery               | -             | -             | -             | -             | 15            |
| 2011 | Outlawed              | Artery               | 87            | 7             | 8             | 19            | -             |
| 2013 | About That Life       | Artery               | 22            | 5             | 4             | 5             | -             |
| 2014 | Guilty Pleasure       | Artery               | 54            | -             | -             | -             | -             |
| 2016 | Chaos                 | SharpTone Records    |               |               |               |               |               |
| 2019 | Villain               | Stay Sick Recordings |               |               |               |               |               |

## Videografi
- "Rage" (2010)[7]
- "Smokeout" (2011)[8]
- "Payback" (2011)[9]
- "About That Life" (2013)[10]
- "Shots for the Boys" (2013) [11]
- "Proving Grounds" (2014)
- "Hate Me" (2015)
- "Rebel" (2015)
- "CALLOUT 2" (2018)
- "Blackout" (2018)
- "Pizza" (2018)
- "Villain" (2019)
- "Toxic" (2019)
- "Bad Habits" (2019)